# Hymns by Johnny Cash
Hymns by Johnny Cash – piąty album muzyka country Johnny’ego Casha. Oryginalnie został nagrany w maju 1959, później w 2002 nastąpiło drugie wydanie z alternatywną wersją "It Was Jesus" jako bonusową piosenką.

## Lista utworów
| 1.  | "It Was Jesus" (Cash)                           | 2:08  |
|     |                                                 |       |
| 2.  | "I Saw a Man" (Arthur "Guitar Boogie" Smith)    | 2:36  |
|     |                                                 |       |
| 3.  | "Are All the Children In" (Craig Starrett)      | 1:58  |
|     |                                                 |       |
| 4.  | "The Old Account" (tradycyjny)                  | 2:29  |
|     |                                                 |       |
| 5.  | "Lead Me Gently Home" (Will L. Thompson)        | 2:04  |
|     |                                                 |       |
| 6.  | "Swing Low, Sweet Chariot" (tradycyjny)         | 1:56  |
|     |                                                 |       |
| 7.  | "Snow in His Hair" (Marshall Pack)              | 2:24  |
|     |                                                 |       |
| 8.  | "Lead Me Father" (Cash)                         | 2:31  |
|     |                                                 |       |
| 9.  | "I Call Him" (Johnny Cash/Roy Cash)             | 1:50  |
|     |                                                 |       |
| 10. | "These Things Shall Pass" (Stuart Hamblen)      | 2:20  |
|     |                                                 |       |
| 11. | "He'll Be a Friend" (Cash)                      | 2:00  |
|     |                                                 |       |
| 12. | "God Will" (John D. Loudermilk/Marijohn Wilkin) | 2:24  |
|     |                                                 |       |
| 13. | "It Was Jesus" (bonusowa piosenka) (Cash)       | 2:04  |
|     |                                                 |       |
|     |                                                 | 28:44 |
|     |                                                 |       |

## Twórcy
- Johnny Cash - aranżer, główny wykonawca, wokal, gitara
- Al Casey - gitara
- Luther Perkins - gitara
- Don Helms - gitara (stalowa)
- Marshall Grant - gitara basowa
- Marvin Hughes - pianino
- Buddy Harman - bębny

Dodatkowi twórcy
- Al Quaglieri - producent
- Don Law - producent
- Seth Foster
- Mark Wilder
- Hal Adams - fotografika
- Don Hunstein - fotografika
- Stacey Boyle
- Matt Kelly
- Kay Smith
- Steven Berkowitz
- Darren Salmieri
- Patti Matheny
- Howard Fritzson - kierownictwo artystyczne
- Randall Martin - projekt
- Nick Shaffran - konsultant
- Johnny Whiteside - zapis nutowy